# Cazzaniga (cognome)
Cazzaniga è un cognome di lingua italiana.

## Varianti
Caccianiga.

## Origine e diffusione
Cognome tipicamente lombardo, è presente prevalentemente nel milanese.
Potrebbe derivare da toponimi in provincia di Lodi e di Como, a loro volta derivati dal nome latino Catius.

## Persone
- Antonio Cazzaniga – medico italiano
- Davide Cazzaniga – sciatore alpino italiano
- Gastone Cazzaniga – calciatore italiano